# Cuahuitlicac

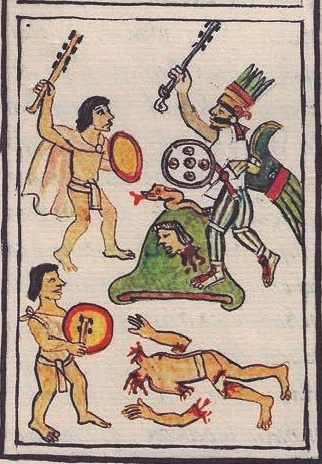
Huitzilopochtli asesina a los Centzon Huitznáhuac (folio 3 v., Capítulo i del libro iii del Códice Florentino).

Cuahuitlícac, Cuahuitlíhcac, Quauitlícac (AFI: [ˈkʷá.wit͡ɬi'kak], en náhuatl: Cuahuitlicac «árbol enhiesto», «árbol que se yergue») o Cuahuitlícue («[que] tiene sus naguas de árbol o madera») es uno de los Centzon Huitznáhuac ‘cuatrocientos surianos’, dioses de las estrellas meridionales en la mitología mexica. Junto con Painal, eran los acompañantes de Huitzilopochtli.

## Etimología
A como lo tradujo Francisco del Paso y Troncoso, provendría de las raíces (q)cua[h]uitl- ‘árbol’ y -[cat]icac, ‘de pie’ (enhiesto), la cual sería la más correcta.
Y por su parte, según Manuel Orozco y Berra, provendría de las raíces (q)cua[h]uitl- ‘árbol’, -i [posesivo] y -cue ‘nagua’, sin embargo, es incorrecto.

## Mito
Era hijo uno de los hijos de Coatlicue. Fue el «traidor» que le advirtió que sus cuatrocientos hijos y Coyolxauhqui planeaban asesinarla para evitar el nacimiento de Huitzilopochtli. Bernardino de Sahagún en su Historia general de las cosas de la Nueva España —o Códice Florentino—, narra su papel en la leyenda:

Y uno dellos que se llamava Quauitl ycac [sic],
el cual era como traidor,
lo que decían los dichos indios cetzonhuitznahua,
luego se lo iba a decir a Huitzilopochtli,
que estaba en el vientre de su madre,
dándole noticia de ello, y le respondía, diciendo el Huitzilopochtli.
¡Oh, mi tío!, mira lo que hacen, y escucha muy bien lo que dicen,

porque yo sé lo que tengo de hacer.
Auh ce itoca Quavitl icac [sic],
necoc quitlalitinenca in itlatol, in tlein quitohuaya Cetzonhuitznahua,
niman conilhuiaya,
connonotzaya in Huitzilopochtli.
Auh in Huitzilopochtli:
quihualilhuiaya in Cuahuitlicac:
cenca tle ticmomachitia notlatzine,

huel xonmotlacaquilti ye ne nicmati.

En cuanto los Cetzon Huitznahua se encaminaron a Coatepec, fue a avisarle a Huitzilopochtli:

Y el dicho Cuahuitlicac,

subió a la sierra a decir a Huitzilopochtli,
como ya venían los dichos indios cetzonhuitznahua,
contra él a matarle.
Y dijo el Huitzilopochtli, respondiéndole:
Mirad bien a dónde llegan:
y díjole el dicho Cuahuitlicac,
que ya llegaban a un lugar que se dice Tzompantitlan:
y más preguntó el dicho Huitzilopochtli, al dicho Cuahuitlicac, diciéndole.
¿A dónde llegan los indios cetzonhuitznahua?:
y le dijo el Cuahuitlicac,
que ya llegaban a otro lugar que se dice Coaxalpan.
Y más otra vez preguntó, el dicho Huitzilopochtli, al dicho Cuahuitlicac, diciéndole.
¿A dónde llegaban?;
y respondió diciéndole:
Que ya llegaban a otro lugar, que se dice Apetlac.
Y más le preguntó, el dicho Huitzilopochtli, al dicho Cuahuitlicac, diciéndole.
¿A dónde llegaban?
y le respondió diciéndole,
que ya llegaban al medio de la sierra.
Y más dijo el Huitzilopochtli, preguntan al dicho Cuahuitlicac.
¿A dónde llegaban?;
y le dijo,
que ya llegaban y estaban muy cerca:

y delante de ellos venía Coyolxauhqui.
Auh in Cuahuitlicac,
niman ye ic motlalotitleco,
in quinonotzaz in Huitzilopochtli quilhui ca ye huitze.
Niman ye ic quito in Huitzilopochtli huel 
xonchatlie ¿can ye huitze? niman ye ic conilhuia in Cuahuitlicac:
ca ye Tzompantitlan,
Ye no ceppa quihualilhuia in Huitzilopochtli ¿can ye huitze?,
niman conilhui ca ye Coaxalpan huitze,
ye no ceppa quihualilhui in Huitzilopochtli in Cuahuitlicac:
tla xontlachie ¿can ye huitze? niman ic conilhui ca ye Apetlac,
ye no ceppa quihualilhui, ¿can ye huitze?,
niman conilhui in Cuahuitlicac:
ca ye tlatlacapan yatihuitze.
Auh in Huitzilopochtli:
ye no ceppa quihualilhui,
in Cuahuitlicac.
Quilhui tla xontlachiya ¿can ye huitze?,
niman ic conilhui in Cuahuitlicac,
ca yequene hualpanhuetzi,

yequene hualaci teyacantihuitz in Coyolxauhqui.
Ibíd.

## Culto
En las ceremonias mexicas dirigidas a Huitzilopochtli, figuraban Painal y Cuahuitlicac, por ello eran nombrados como «dioses compañeros». Eran representados portando los mismos atavíos.
El arqueólogo e investigador Eduardo Matos Moctezuma, director del Proyecto Templo Mayor desde 1978, sostiene que distintos elementos decorativo-arquitectónicos presentes en dicho inmueble son elementos simbólicos que forman parte de una materialización del mito del confronte legendario entre el Sol, la Luna y las estrellas del firmamento. Un rostro empotrado que reproduce el corte de pelo genérico entre los tenochcas coetáneos situado en el último peldaño de la escalinata sur del adoratorio a Huitzilopochtli, alineado con la piedra de sacrificios —que data de la etapa ii del Huey teocalli (c. 1390 d. C.)—, ha sido interpretado como una posible representación de Cuahuitlícac.